# WWE SummerSlam (2010)
Der SummerSlam 2010 war eine Wrestling-Veranstaltung, die als Pay-per-View (PPV) von World Wrestling Entertainment (WWE) produziert wurde. Wrestler von den Brands Raw und SmackDown nahmen daran teil. Das Event fand am 15. August 2010 zum zweiten Mal in Folge im Staples Center Los Angeles statt.

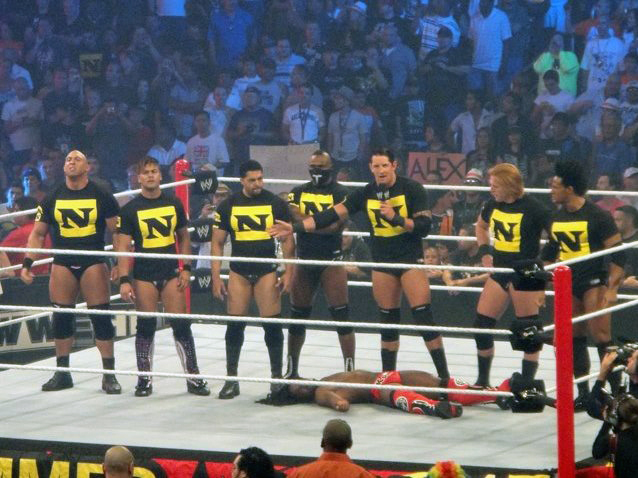
The Nexus beim SummerSlam 2010

## Hintergrund
Der SummerSlam ist eine der Big-Four-Veranstaltungen im Kalender der WWE und wird seit 1988 jährlich im Sommer veranstaltet. Es handelte sich also um die 23. Austragung der Veranstaltung. Der Untertitel lautet: „The Biggest Event of the Summer“, nachdem vorher „The Biggest Party of the Summer“ die Tagline war.
Im Vorfeld der Veranstaltung wurden sechs Matches angesetzt. Diese resultierten aus den Storylines, die in den Wochen vor dem Pay-per-View bei Raw und SmackDown, den wöchentlichen Shows der WWE gezeigt wurden. Vom 14. bis zum 15. August fand die SummerSlam Axxess Fan Convention im Nokia Plaza in L. A. Live statt.
Offizielles PPV-Lied war Rip It Up von Jet.
Nach offiziellen Angaben besuchten 17.463 Zuschauer die Veranstaltung im Staples Center. Damit lag der reingewinn bei 875.000 US-Dollar. Die Veranstaltung war bereits im Vorfeld ausverkauft.

## Storylines
Wie bei allen Wrestlingveranstaltungen sind die Matchansetzungen und -ausgänge Folge und Ergebnis einer Storyline, die von der Promotion erzählt wird.
Die Storyline zum Main Event, einem 7-on-7 Elimination Tag Team Match zwischen der Gruppierung The Nexus und dem Team WWE resultierten aus der ersten Staffel der neuen Show WWE NXT, die die vorher eingestellte Brand ECW ersetzen sollte. NXT wurde als eine Art Entwicklungsliga dargestellt, die neue Wrestler produzieren sollte. Dazu trafen Wrestler der Liga Florida Championship Wrestling. die sogenannten „Rookies“ auf Wrestler von Raw und Smackdown, den sogenannten „Pros“, die sie trainiere, aber auch fordern sollten. The Nexus waren nun Wrestler von NXT, die unter Führung von Wade Barrett gegen die „Pros“ rebellierten und am 7. Juni 2010 das Hauptmatch bei WWE Raw zwischen CM Punk und John Cena störten, sowie den Ring und das Kommentatorenpult zerlegten. Dies war der Beginn eines an die NWO angelehnten Angles, bei dem die Gruppierung die Abläufe der WWE-Sendungen störte. Beim SummerSlam wurde daher ein Match angesetzt, um die Angelegenheit zur klären. Auf der Seite von The Nexus standen Wade Barrett, Heath Slater, Darren Young, Justin Gabriel, Skip Sheffield, Michael Tarver und David Otunga fest, während es sich bei Team WWE um John Cena, Bret Hart, Chris Jericho, Edge, John Morrison und R-Truth handelte. Der siebte Mann von Team WWE sollte erst beim SummerSlam enthüllt werden. Ins Gespräch brachte sich selbst The Miz
Die zweite große Rivalität war der Kampf zwischen Rey Mysterio und Kane, dem amtierenden World Heavyweight Champion. Ursprünglich war ein Kampf zwischen den beiden Storyline-Brüdern Kane und The Undertaker geplant, doch im Vorfeld verletzte sich The Undertaker bei einem Kampf gegen Mysterio, bei dem es tatsächlich um die Teilnahme an besagtem Match ging. Er zog sich einen Bruch am Augenhöhlenknochen zu, konnte das Match aber tatsächlich zu Ende führen und gewinnen. Als Konsequenz musste er dennoch aus der Storyline herausgeschrieben werden. Dies wurde so erklärt, das Kane seinen Bruder nach dem Memorial Day in einem „vegetativen Zustand“ vorgefunden habe und nun die Schuldigen suchte. Während der Suche nach den angeblichen Tätern gewann er auch die World Heavyweight Championship von Rey Mysterio nach einem Money in the Bank-Cash-In. Der Kampf beim SummerSlam sollteschließlich der Rückkampf sein.
Das dritte große Match war ein Last Chance Match um die WWE Championship zwischen Randy Orton und Titelträger Sheamus. Da es bereits vorher Kämpfe zwischen beiden gegeben hatte, bei denen es nicht fair zuging, wurde eine besondere Stipulation erlassen: Wenn sich jemand in das Match einmischen, wird er auf unbestimmte Zeit gesperrt. Wenn Orton verlieren würde, bekäme er keine weitere Chance auf den Titel, solange Sheamus Champion ist.
Ein weiteres Match wurde wegen der Rivalität von Big Show mit der The Straight Edge Society um CM Punk, bestehend aus Joseph Mercury, Luke Gallows und Serena. CM Punk hatte ein Hair vs. Mask-Match gegen Rey Mysterio verloren und trug zu dem Zeitpunkt eine Glatze. um dies zu verstecken, trug er eine Zeitlang eine Maske, die Big Show ihm vom Gesicht zog. Als sich Joey Mercury ebenfalls maskiert in ein Match von Big Show einmischte, aber die Maske verlor, wurde ein Handicap-Match angesetzt.
Das WWE-Divas-Championship-Match war eine Art Rückkampf vom letzten Jahr. Melina musste ihren Titel im Dezember 2009 zurückgeben, nachdem sie sich bei einer Liveveranstaltung einen Kreuzbandriss zuzog. In der Zwischenzeit wurde Alicia Fox Champion und als Melina zurückkam, machte diese ihre Ansprüche auf den Titel geltend.
Ohne größere Storyline wurde das WWE-Intercontinental-Championship-Match zwischen Dolph Ziggler und Kofi Kingston angekündigt. Ursprünglich geplant war ein Six-Man-Match mit Drew McIntyre, Cody Rhodes, Matt Hardy und Christian als weitere Teilnehmer, jedoch wurden die Pläne fallen gelassen.
Ursprünglich geplant war auch ein Tag-Team-Damen-Match zwischen Kelly Kelly und Tiffany (Taryn Terrell) sowie Michelle McCool und Layla, Kurz vor dem Event kam es jedoch zu Handgreiflichkeiten zwischen Terrell und ihrem damaligen Ehemann Drew McIntyre, in deren Verlauf sie verhaftet wurde. Die WWE suspendierte sie daraufhin und feuerte sie auch später. Auf Grund dessen wurde das Tag-Team-Match ganz gestrichen.

## Verlauf der Veranstaltung

### Moderatoren und Ringrichter
Hauptkommentatoren
- Michael Cole
- Jerry Lawler
- Matt Striker

Spanische Kommentatoren
- Carlos Cabrera
- Hugo Savinovich

Ringsprecher
- Justin Roberts
- Tony Chimel

Interviewer
- Josh Matthews

Schiedsrichter
- Charles Robinson
- Mike Chioda
- John Cone
- Chad Patton
- Jack Doan

### Ablauf
In einem Dark Match vor dem Livepublikum durfte Evan Bourne Zack Ryder besiegen.
Das Match zwischen Dolph Ziggler und Kofi Kingston endete in einem „No Contest“, nachdem The Nexus das Match unterbrach und beide verprügelte.
Melina besiegte Champion Alicia Fox in einem Klaren Match und gewann so zum zweiten Mal die Diva Championship.
Bei dem 3-on-1-Handicap-Match dominierte die Straight Edge Society am Anfang, geriet dann aber ins Hintertreffen. Gegen Ende verließ CM Punk mit Serena die Halle und Big Show konnte Luke Gallows und Mercury besiegen.
Obwohl das Match zwischen Randy Orton und Sheamus eigentlich so angesatzt war, dass es ohne Regelverstöße über die Bühne gehen sollte, endete es mit einer Disqualifikation, nachdem Sheamus den Schiedsrichter wegstupste, nachdem dieser ihm einen Stuhl abnehmen wollte. Im Nachgang versuchte Sheamus Orton einen Stuhlschlag zu verpassen, doch Orton konnte sich wehren.
Das Match zwischen Kane und Rey Mysterio gestaltete sich ausgeglichen und endete mit einem klaren Sieg für Kane. Nach dem Match ging es wieder darum, ob Mysterio oder Kane den undertaker ins Koma gebracht haben. Kane öffnete einen Sarg neben dem Ring und versuchte Mysterio dort hinein zu befördern. Plötzlich erhob sich der Undertaker aus dem Sarg, der zunächst scheinbar Mysterio attackieren wollte, dann jedoch Kane angriff. Kane konnte sich jedoch gegen den geschwächten Undertaker durchsetzen und versetzte ihm einen Tombstone.
Kurz vor Beginn des Main Events kündigte Cena an, dass The Miz zu lange gewartet habe und nun Daniel Bryan seinen Platz einnehmen würde. Dies war eine große Überraschung, da Daniel Bryan eigentlich von WWE gefeuert wurde, weil er bei einem Nexus-Angriff eine Regelk gebrochen hatte. Er hatte Ringsprecher Justin Roberts mit der Krawatte gewürgt, was nicht erlaubt war. Für manche Besucher der veranstaltung war es jedoch keine Überraschung: auf Twitter hatte ein Mitarbeiter versehentlich 10 Minuten vor der Enthüllung Bryans Rückkehr getwittert.
Ablauf des Matches:
| Nummer  | Wrestler             | Team                 | Eliminiert von       | Eliminierung                                                           | Zeit                 |
| ------- | -------------------- | -------------------- | -------------------- | ---------------------------------------------------------------------- | -------------------- |
| 1       | Darren Young         | Nexus                | Daniel Bryan         | Darren Young gab im LeBell Lock auf                                    | 00:42                |
| 2       | Michael Tarver       | Nexus                | John Morrison        | gepinnt                                                                | 03:42                |
| 3       | John Morrison        | WWE                  | Skip Sheffield       | gepinnt                                                                | 07:32                |
| 4       | R-Truth              | WWE                  | Skip Sheffield       | gepinnt                                                                | 07:59                |
| 5       | Bret Hart            | WWE                  |                      | Disqualifiziert, nachdem er Skip Sheffield mit einem Stuhl attackierte | 12:08                |
| 6       | Skip Sheffield       | Nexus                | Edge                 | gepinnt                                                                | 13:13                |
| 7       | David Otunga         | Nexus                | Chris Jericho        | Aufgabe                                                                | 19:13                |
| 8       | Chris Jericho        | WWE                  | Heath Slater         | gepinnt                                                                | 20:05                |
| 9       | Edge                 | WWE                  | Heath Slater         | gepinnt                                                                | 20:38                |
| 10      | Heath Slater         | Nexus                | Daniel Bryan         | Aufgabe                                                                | 29:02                |
| 11      | Daniel Bryan         | WWE                  | Wade Barrett         | gepinnt nach Eingriff von The Miz                                      | 29:32                |
| 12      | Justin Gabriel       | Nexus                | John Cena            | gepinnt                                                                | 34:50                |
| 13      | Wade Barrett         | Nexus                | John Cena            | Aufgabe                                                                | 35:15                |
| Sieger: | John Cena (Team WWE) | John Cena (Team WWE) | John Cena (Team WWE) | John Cena (Team WWE)                                                   | John Cena (Team WWE) |

### Ergebnisse
| Matchart                                               |                                                                                             |      | | Zeit  | Notiz |
| ------------------------------------------------------ | ------------------------------------------------------------------------------------------- | ---- | --- | ----- | --- |
| Singles-Match (Dark Match)                             | Evan Bourne                                                                                 | bes. | Zack Ryder | -     | |
| Singles-Match um die WWE Intercontinental Championship | Dolph Ziggler (c) (mit Vickie Guerrero)                                                     | vs.  | Kofi Kingston | 7:05  | Das Match endete im No Contest, weil The Nexus in das Match eingriff und beide abfertigte. |
| Singles-Match um die WWE Diva’s Championship           | Melina                                                                                      | bes. | Alicia Fox (c) | 5:25  | Titelwechsel |
| 3-on-1 Handicap Match                                  | Big Show                                                                                    | bes. | The Straight Edge Society (CM Punk, Joseph Mercury und Luke Gallows) (mit Serena)                                   | 6:50  | |
| Last Chance Match um die WWE Championship              | Randy Orton                                                                                 | bes. | Sheamus (c) | 18:55 | Orton siegte durch Qualifikation, weil Sheamus den Referee wegschubste. |
| Singles-Match um die World Heavyweight Championship    | Kane (c)                                                                                    | bes. | Rey Mysterio | 13:25 | |
| 7-on-7 Elimination Tag Team Match                      | Team WWE (John Cena, Bret Hart, Daniel Bryan, Chris Jericho, Edge, John Morrison & R-Truth) | bes. | The Nexus (Wade Barrett, Heath Slater, Darren Young, Justin Gabriel, Skip Sheffield, Michael Tarver & David Otunga) | 35:20 | Vor dem Match kündigte sich The Miz als siebtes Mitglied von Team WWE an. Cena sagt, dass Miz sich zu lange Zeit gelassen hat mit der Entscheidung und Daniel Bryan nun das siebte Mitglied ist. |

## Folgen
Nachdem durch das Finish des Matches klar war, das Kane seinen Bruder ins Koma versetzt hatte, setzten die beiden ihre Fehde fort. Die Storyline gilt allgemein als eine der seltsamsten und enttäuschte auch viele Fans, vor allem da sie auf vielen Logiklücken aufbaute. Es sollte auch keinen wirklichen Abschluss finden, da nach dem letzten Match beide von The Nexus attackiert wurden.
Während des Handicap-Matches verletzte sich Joey Mercury und erlitt einen Muskelriss. Dies führte indirekt auch zur Auflösung der Straight Edge Society. Kurz darauf wurden Luke Gallows und Serena entlassen und CM Punk schloss sich The Nexus an, wo er bald Anführer der Gruppierung wurde. Nach dem unrühmlichen Ende sah die Fraktion nämlich sehr schwach aus. Barrett gründete The Corre. Am Ende stand CM Punks berüchtigte Pipebomb-Rede, sein Sieg über John Cena und die Auflösung von The Nexus ein Jahr später.
Orton erhielt eine neu Chance auf den WWE Championship und konnte den Titel in einem Six-Man-Match beim nächsten PPV Night of the Champions gewinnen.

## Rezeption

### Buyrate
Der SummerSlam 2010 verkaufte sich als Pay-per-View 350.000 mal, was etwa 20.000 Käufe weniger waren als im Vorjahr und für WWE ein enttäuschendes Ergebnis. Im Vergleich mit allen PPVs 2010 hatte er nach Wrestlemania XXVI mit 885.000 Käufen und dem Royal Rumble (2010) mit 462.000 Käufen die höchste Buyrate.

### Kritiken
SummerSlam 2010 wurde generell als schwacher Event angesehen. Dies lag an den zum Teil kruden Storylines, auf denen der EVent basierte, aber auch auf verschenkten Chancen. Insbesondere beim Main-Event, wo John Cena The Nexus quasi alleine besiegte. Auch die Rückkehr von Daniel Bryan zur WWE, die als Überraschung gedacht war, wurde verschenkt. Bereits einige Stunden zuvor war das Finish zugunsten von Team WWE festgesetzt worden, was unter Booking-Gesichtspunkten keine gute Entscheidung war. Die Newcomer von The Nexus trauten sich nicht, dagegen vorzusprechen, was im Nachhinein wohl ein Fehler war. Ursprüngliche Pläne hatten vorgesehen, das Justin Gabriel einen Push erhalten sollte. Wer genau für die Änderung des Ausgangs zuständig war, ist umstritten. Ehemalige Mitglieder von The Nexus sowie Chris Jericho und Edge schoben die Schuld auf John Cena. Spätere Aussagen legen nahe, das John Cena, das Finish eigenmächtig gegen den Rat von Edge und Chris Jericho änderte. Alle drei waren für den Matchaufbau zuständig und gerieten darüber in Streit, bei dem sich John Cena am Ende durchsetzte. Cena stritt jedoch ab, das er den Ausgang geändert habe. Er sei allerdings für das Finish verantwortlich gewesen, das ihn stark aussehen ließ. Dies wäre ein Fehler gewesen.
Im Bleacher Report erhielt der Main Event mit vier von fünf Sternen die höchste Wertung. Die Veranstaltung selbst wertete Andre Harisson mit 5.0 von 10 Punkten. Außer dem Main Event und dem WWE World heavyweight Championship Match hätten alle anderen Matches enttäuscht. Dave Meltzer vergab für den Main Event 3,5 Sterne von fünf und für das WWE Championship Match 3 Sterne. 411mania vergab 2,75 von fünf Punkten. Das Team der Website sah mit dem Main Event auch das einzige starke Match des Abends. Allgemein wurde das Dvivas-Match als schlechtestes Match der Veranstaltung ausgemacht.